# サトータケシ
サトー タケシ（本名：佐藤 健（さとう たけし）、1966年 - ）は、日本の文筆業者、編集者。
東京都板橋区出身。銀行勤務、自動車雑誌「ナビ（NAVI ）」（二玄社、2010年2月を以って廃刊）の副編集長を経て独立、フリーランスとなった。身長、180センチメートル。
現在は、おもに自動車関連の雑誌やウェブサイトに出演・寄稿するなどしている。